# Chili con carne
El chili con carne es una sopa espesa y bastante picante. Los ingredientes principales que la caracterizan son carne (de cerdo o res), chile y frijoles.

## Origen e historia

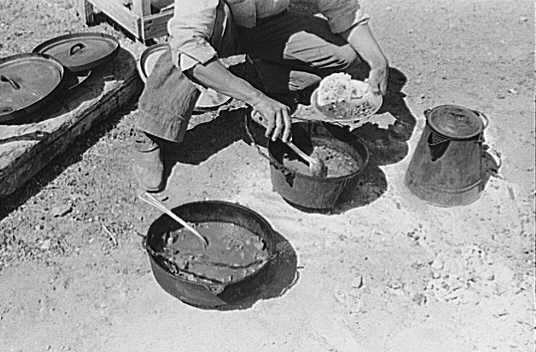
Vaquero comiendo chili a mediodía. Cerca de Marfa, Texas.

La receta estadounidense consistía en carne seca, manteca, chile seco (usualmente chile piquín) y sal, los cuales se mezclaban y dejada a secar en ladrillos, pudiendo después ser hervidos en cazos en las vías del tren. Una alternativa y más aceptada teoría sostiene que el chili con carne nació en Ensenada (Baja California), México, en la década de 1880 como medio de extender la duración de la poca carne disponible en la comida de los tejanos de pocos recursos económicos. Aunque cabe resaltar que este platillo no es muy conocido en México, ya que se sabe de su existencia por las series y películas en las que ha aparecido dicho platillo.
El San Antonio Chili Stand estaba en operación en la Exposición Mundial Colombina de Chicago, lo que ayudó a difundir un gusto por el chili en otras partes de Estados Unidos. San Antonio era un punto de destino turístico y ayudó al chili con carne estilo Texas a propagarse por el sur y el oeste.
Mientras que los orígenes del chili con carne parecen ser de México, hay evidencia significativa de que la idea original y la receta provienen de los conquistadores españoles que vinieron a México en el siglo XVI.
De hecho el desarrollo del chili (o chile) con carne tiene lugar en Texas (la famosa comida Tex-Mex) en el suroeste de los Estados Unidos entre la gente chicana (de origen mexicano). Se pronuncian chile, chili y chilli igual en inglés. Pero el chile sería el pimiento picante o el ají molido picante que viene de esas plantas. Sus orígenes vienen de las especias mexicanas donde lo picante gusta a la mayoría de los mexicanos.

## Características

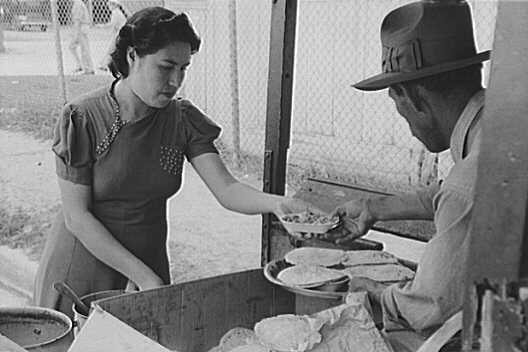
Elaborando platos de tortillas y frijoles fritos para vender a los peladores de pacana, San Antonio, Texas.

Existen muchas variaciones acerca de su preparación dependiendo la región, pero principalmente se suele elaborar con tomate, cebolla, frijoles, etc. También existen varidades de chili vegetarianas (conocido como chili sin carne) que algunas veces incluye sustitutos de carne. El chili con carne es el plato oficial del estado de Texas, en Estados Unidos (Gastronomía Tex-Mex). No es de extrañar que existan diferentes asociaciones de aficionados a este tipo de comida. El término chili es una corrupción del español chile, aunque específicamente este plato es mayormente conocido en español, como chili con carne.